# ピーチーズの@お気に入り
ピーチーズの@お気に入りはRKB毎日放送で、深夜に放送されていたバラエティ番組である。

## 番組概要
- 1999年に当時のRKBの若手女性アナウンサー4人が、同局のオリジナルユニット「RKBピーチーズ」を結成。彼女達がメインの出演番組として放送を開始した。
- 放送開始当初は火曜深夜に放送、インターネットのホームページを手がかりに番組出演者がいろいろなリポートをし、それに関連するホームページを2~3紹介していた。放送曜日はその後に金曜26:00 - 26:35に移動した。
- 番組の主な企画に、番組出演者がアジアのトップスターを目指す、「TOP STAR 計画」があった。
- 番組のホームページには掲示板が存在していた時期があり、書き込んでいたファンによるファンクラブ「@ support peaches」が存在していた。ただし、同クラブが公式だったかどうかは不明である。
- 2002年10月に「ピーチーズの＠お気に入り episodeⅡ」に改編。放送曜日は後に土曜26:10 - 26:45に移動したが、2006年3月25日の1時間SPをもって終了、その後に番組ホームページも全面閉鎖された。
- ナレーターはRKBの男性アナウンサーが、交代で担当していた。

## 出演者及び番組ユニット

### RKBピーチーズ
- 本庄麻里子
同ユニットのリーダーだった。後述のCDのほかに、演歌『白桃』でソロデビューした。ただし、こちらはリリースしていない。その後の結婚を経た現在も、RKBアナウンサーとして現役である。
- 中野伊万里
放送期間中の2001年に寿退職、専業主婦となった。
- 岡佳奈
放送期間中の2003年に寿退職、後に広島のRCCアナウンサーを経て、現在は広島でフリーアナウンサーとして活躍している。RCC時代に視聴者から番組宛に、岡に関する情報提供があり、本庄が取材で広島へ逢いに行ったことがあった。
- 池尻和佳子
episodeⅡ改編時に今日感テレビ担当となったため降板。その後の結婚を経た現在も、RKBアナウンサーとして現役である。

CD
- We will become a Super Star - 作詞・作曲:山浦弘志
作詞にはRKBピーチーズメンバーも参加。2000年10月に百道浜の本社前で開催された、「RKBラジオまつり・デジタルパラダイス」のステージで披露し、同日リリースされた。番組の「TOP STAR 計画」の一環でもあった。

### ブラックピーチーズ
RKBピーチーズの妹分として、福岡市内の大学の学園祭で開催された、オーディションでの合格者など、計6名で構成されていた。ブラピの略称でもおなじみだった。
- 天野貴子
同ユニットのリーダーだった。episodeⅡ改編時に降板し、後に念願のフリーアナウンサーとなった。2010年4月にはTVQ九州放送に局アナとして入社し、5年間在籍。
- つちだあい
地元九州で活躍するモデル。
- 松尾妙子
元から騒ぎメンバー。出演当時は歯科衛生士でもあった。後述のホワイトティース及びepisodeⅡでリーダーを務めたが、後に結婚により降板、芸能活動も引退した。
- 松山恭子
地元福岡の化粧品会社に勤めるOL。
- 矢羽田智子
西南学院大学在学中にメンバーとなった。後に「むすび」の芸名で、地元劇団の舞台などで活躍。放送期間中に結婚して1児の母となった。その後、地元での芸能活動を経て、現在は主婦として育児のかたわら、ヨガなどの講師を務めている。
- 阿部由香里
出演当時は「シーホークホテル＆リゾート」の広報スタッフ。仕事の関係上、たまにしか出演できなかった。「JALリゾート シーホークホテル福岡」となってからも、広報スタッフを続けている[2]。

### 四人祭
2001年に本庄、つちだ、松山、松尾の4名で構成。ユニット名の由来は、当時のハロー!プロジェクトに存在していた、シャッフルユニット「三人祭、7人祭、10人祭」の真似による。
CD
- Love sea of Paradise - 作詞:浜地愛、作曲・編曲:林有三
当時の「シーホークホテル＆リゾート」のイメージソングとしてリリース。

### ホワイトティース
ブラックピーチーズの妹分として、ホワイトピーチーズのユニット名で、松尾をリーダーとして結成された。目的は明治製菓のガム『キシリッシュ』の宣伝だった。後に姓名判断で「名前が悪い」と言われ、ホワイトティース（White Teeth）に改名した。

### episodeⅡの出演者
同バージョンへの改編により、それまでのほとんどのメンバーが降板した。放送初期のメンバーで残ったのは、新たに番組のリーダーとなった松尾、「むすび」の芸名で活動していた矢羽田、女性アナの本庄のみだった。この3人を筆頭に、地元九州で活躍する女性有名人でメンバーが構成された。その主なメンバーは以下の通り。
- 森田ゆき
- 横川明日香
- 豊島沙耶加
地元福岡を中心にモデル・レースクイーンとして活動。2011年 - 2012年に「HONDAライダーズフレンド」を務める。
- スザンヌ
出演当時は地元福岡で活躍していたモデルだった。番組終了後に東京の大手芸能事務所に移籍。「クイズ!ヘキサゴンII」などの出演により、全国ブレイクして現在に至る。
- 平田和歌子